# つらつらわらじ
『つらつらわらじ』は、オノ・ナツメによる日本の漫画作品。副題は「備前熊田家参勤絵巻」で、寛政年間を舞台に、岡山藩主が参勤交代のために江戸へ向かう道のりを描く。『モーニング・ツー』→『月刊モーニングtwo』（講談社）にて2010年28号から2013年2月号まで連載された。単行本は全5巻。

## あらすじ
備前岡山藩主・治隆が参勤交代の旅に出る。
行列のお供に加わることになった、家老に就いてまだ4カ月、17歳の熊田和泉。治隆を疎む幕府老中・松平越中守の命で行列に紛れ込んだ密偵・九太郎。治隆が一目見たいと望んでいる「椿の花」。波乱に満ちた江戸までの長い道のりが始まる。

## 登場人物
熊田 治隆（）
31万5千石、外様の大藩・備前岡山藩五代藩主。家紋は備前蜂。領地と官位から備前少将と通称される。幕閣の中枢も手を焼く外れ者と噂される。初代藩主の頃から続く質素倹約の教えを自ら破り、幕府が勧める倹約にも反対の姿勢を取る。近いうちに隠居して江戸で暮らす肚を決めており、最後となる今回の参府の旅を心ゆくまで楽しもうとしている。
史実の池田治政に相当する。
行木 長門（）
筆頭家老。43歳。重臣たちの中ではやや家格の低い行木家当主であるが、治隆の信任篤く家老歴17年にして筆頭家老に登りつめた。治隆からは幼名で「美織」と呼ばれる。優れた茶人。
史実の伊木忠福（伊木長門、3万3千石。筆頭家老家。ただし池田氏一門ではない。茶人。）に相当する。
熊田 和泉（）
第二家老。17歳。家老歴4カ月。参府の供家老として同行する。前筆頭家老であった父・主税（ちから）の病気により若くして名門・天城熊田家の家督を継いだ。主家（熊田宗家）の家門筆頭家の当主であるのに、和泉が若年であるという理由で次席家老にとどめられたことを、主税は納得していない。
史実の池田政孝（池田和泉、3万石。本来の池田氏嫡男の家系天城池田家）に相当する。
熊田 大和（）
第三家老。51歳。家老歴3年。
史実の池田長仍（池田主殿ないしは池田大和、2万2千石。片桐池田家）に相当する。
日木 元八郎（）
第四家老。14歳。家老歴2年。幼くして父親を喪っており、主君・治隆を父のように慕っている。予てからの治隆との約束に反して今回の参府の旅から外されたことに、不満を抱いている。
史実の日置忠章（日置元八郎、1万6千石。生年と同年に父の忠辰死去）に相当する。
熊田 隼人（）
第五家老。44歳。家老歴27年。
史実の池田博道（池田隼人、1万4千石。建部池田家）に相当する。
戸倉 四郎兵衛（）
第六家老。32歳。家老歴4年。
史実の土倉一之（土倉四郎兵衛、1万石。）に相当する。
倉知 九太郎（）
小十人格御庭番。岡山藩の参勤行列に紛れ、弱みを探し出せとの老中の命により、渡り中間の九作として紛れ込む。落馬しそうになった和泉を助けたことがきっかけで治隆に気に入られ、暴れ馬「百楽」の口取りを任されたり治隆の茶飲み話に頻繁に付き合わされたりと、隠密としてはやや都合の悪い、目立つ立場に立たされてしまう。
モデルは江戸幕府御庭番の倉地久太郎。
鵬池 善左衛門（）
岡山藩と取引のある大坂の豪商で、治隆に百楽を送った人物。
史実の鴻池善右衛門に相当する。

## 書誌情報
- オノ・ナツメ『つらつらわらじ』 講談社〈モーニングKC〉 全5巻[5]
  1. 2010年9月22日初版発行（同日発売）、ISBN 978-4-06-372944-3
    - 備前蜂模様の特製手拭い付き限定版 ISBN 978-4-06-362175-4

  2. 2011年3月23日初版発行（同日発売）、ISBN 978-4-06-372990-0
  3. 2011年10月21日初版発行（同日発売）、ISBN 978-4-06-387053-4
  4. 2012年8月23日初版発行（同日発売）、ISBN 978-4-06-387122-7
  5. 2013年2月22日初版発行（同日発売）、ISBN 978-4-06-387161-6